# Diplazium aberrans
Diplazium aberrans är en majbräkenväxtart som beskrevs av William Ralph Maxon och Conrad Vernon Morton.
Diplazium aberrans ingår i släktet Diplazium och familjen Athyriaceae. Inga underarter finns listade i Catalogue of Life.